# Depressaria absynthiella
Depressaria absynthiella är en fjärilsart som beskrevs av Herrich-Schäffer 1865. Depressaria absynthiella ingår i släktet Depressaria. Enligt Dyntaxa ingår Depressaria i familjen plattmalar, Depressariidae, men enligt Catalogue of Life är tillhörigheten istället familjen praktmalar, (Oecophoridae). Inga underarter finns listade i Catalogue of Life.

## Bildgalleri

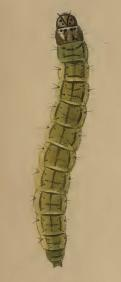
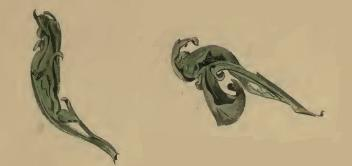